# معاداة اليابانيين في الولايات المتحدة
كانت معاداة اليابانيين في الولايات المتحدة موجودة منذ أواخر القرن التاسع عشر، من خلال ظاهرة خطورة العرق الأصفر العنصرية. بلغت معاداة اليابانيين ذروتها خلال الحرب العالمية الثانية، ومرة أخرى في السبعينيات والثمانينيات من القرن العشرين مع صعود اليابان كقوة اقتصادية كبرى.

## الأصول
بدأت معاداة اليابانيين في الولايات المتحدة قبل الحرب العالمية الثانية بفترة طويلة. بدأ التحيز العنصري ضد المهاجرين الآسيويين في الظهور بعد وقت قصير من بدء وصول العمال الصينيين إلى البلاد في منتصف القرن التاسع عشر، ووضع نبرة المقاومة التي واجهها اليابانيون في العقود القادمة. على الرغم من توظيف الصينيين بشكل كبير في صناعات التعدين والسكك الحديدية في البداية، لكن البيض في الدول والأقاليم الغربية نظروا إلى المهاجرين على أنهم مصدر للمنافسة الاقتصادية وتهديد «للنقاء» العرقي مع تزايد تعداد سكانهم. عملت شبكة من الجماعات المعادية للصينين (والتي ظهر العديد منها العديد مرة أخرى في الحركة المعادية لليابانيين) على تمرير قوانين تحد من قدرة المهاجرين الآسيويين على الوصول إلى المساواة القانونية والاقتصادية مع البيض. كان أهم هذه القوانين التمييزية هو استبعاد الآسيويين من حقوق المواطنة. نقح قانون التجنس لعام 1870 القانون السابق، الذي بموجبه يمكن للمهاجرين البيض فقط أن يصبحوا مواطنين أمريكيين، لتوسيع نطاق الأهلية لتشمل المنحدرين من أصل أفريقي. من خلال تصنيف الآسيويين كأجانب دائمين، حظرهم القانون من التصويت والعمل في هيئات المحلفين، وهو ما جعل من المستحيل تقريبًا على الأميركيين الآسيويين أن يشاركوا في الأنظمة القانونية والسياسية في البلاد، إلى جانب القوانين التي منعت الأشخاص الملونين من الإدلاء بشهاداتهم ضد البيض في المحاكم. ومن الأمور المهمة أيضًا قوانين الأراضي الأجنبية، التي اعتمدت على صيغة مشفرة تمنع «الأجانب غير المؤهلين للحصول على الجنسية» من امتلاك الأراضي أو العقارات، وفي بعض الحالات حتى من الدخول في عقد إيجار مؤقت، لثني المهاجرين الآسيويين عن إنشاء المنازل والشركات في أكثر من اثنتي عشرة ولاية. كانت هذه القوانين ضارة جدًا بالمهاجرين الوافدين حديثًا، لأن العديد منهم كانوا مزارعين ولم يكن لديهم خيار سوى أن يصبحوا عمال مهاجرين.
بعد أن أوقف قانون الاستبعاد الصيني لعام 1882 الهجرة من الصين، بدأت جهات توظيف العمالة الأمريكية في استهداف العمال اليابانيين، ما أدى إلى زيادة سريعة في عدد السكان اليابانيين في البلاد، الأمر الذي أدى بدوره إلى انطلاق الحركة بهدف خفض عددهم وتقييد سلطتهم الاقتصادية والسياسية. يستشهد البعض بتشكيل رابطة الاستبعاد الآسيوي باعتبارها بداية للحركة المناهضة لليابان في كاليفورنيا، إذ تركزت حركة الاستبعاد مع السكان الأمريكيين اليابانيين. ركزت جهودهم على إنهاء الهجرة اليابانية، وكما هو الحال مع الحركة السابقة المعادية للصينين، فقد مارست جماعات أهلانية مثل رابطة الاستبعاد الآسيوية الضغوط من أجل الحد من دخول اليابانيين وغيرهم من مواطني شرق آسيا إلى الولايات المتحدة، وهو ما حققه أخيرًا قانون الهجرة لسنة 1924. لكنهم خلقوا في هذه العملية جوًا من العداء والتمييز المنهجي الذي ساهم لاحقًا في سجن 120 ألف أمريكي ياباني خلال الحرب العالمية الثانية.